# فلات نرا
فلات نرا (روسی: Нерское плоскогорье) یک فلات در استان یاقوتستان کشور روسیه است.